# Galeazzo Mondella

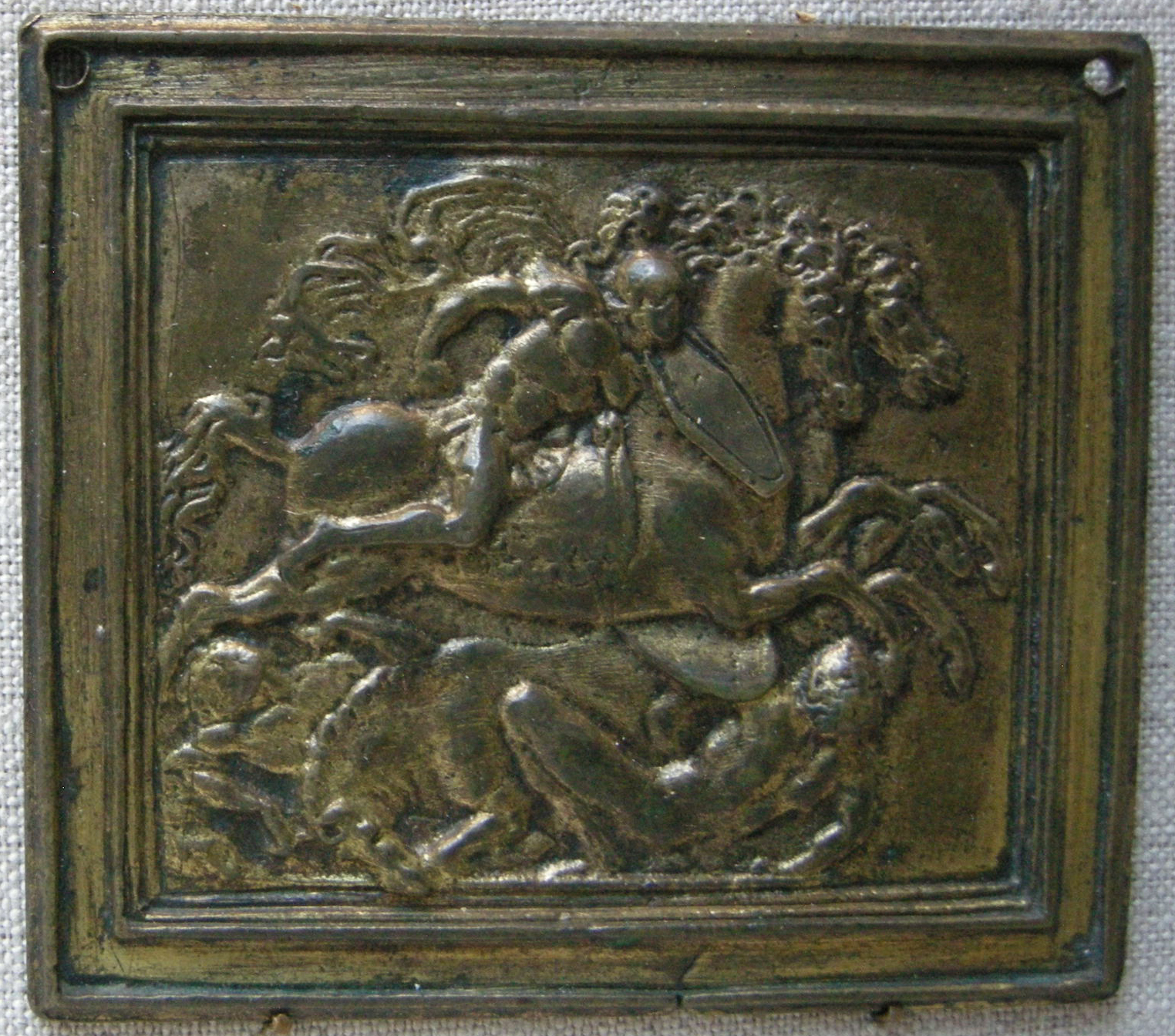
Bataille

Galeazzo Mondella, dit Moderno, (Vérone, 1467 - Rome, avant 1528), était un orfèvre et médailleur italien, parmi les plus grands producteurs de plaques de bronze de la Renaissance italienne.

## Biographie

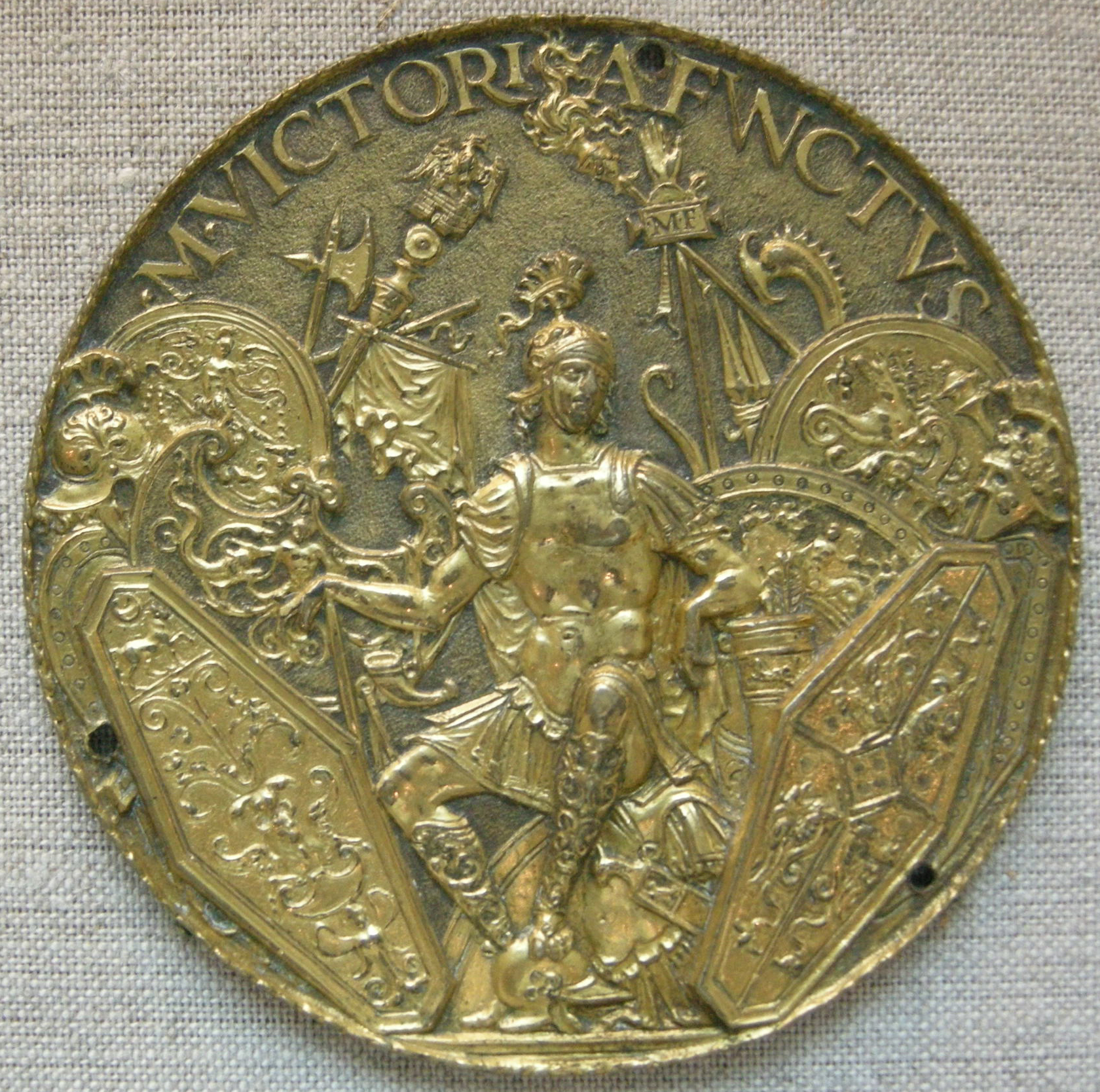
Général victorieux

Il a été surnommé « Le Moderno » probablement pour le différencier de sculpteur en bronze originaire de la région de Mantoue, Pier Jacopo Alari Bonacolsi, appelé « L'Antico».
C'était un auteur prolifique de médailles, plaques et bronzes de décoration, à la fois profanes et religieuses. La série des Travaux d'hercule fait partie de ses meilleures œuvres.

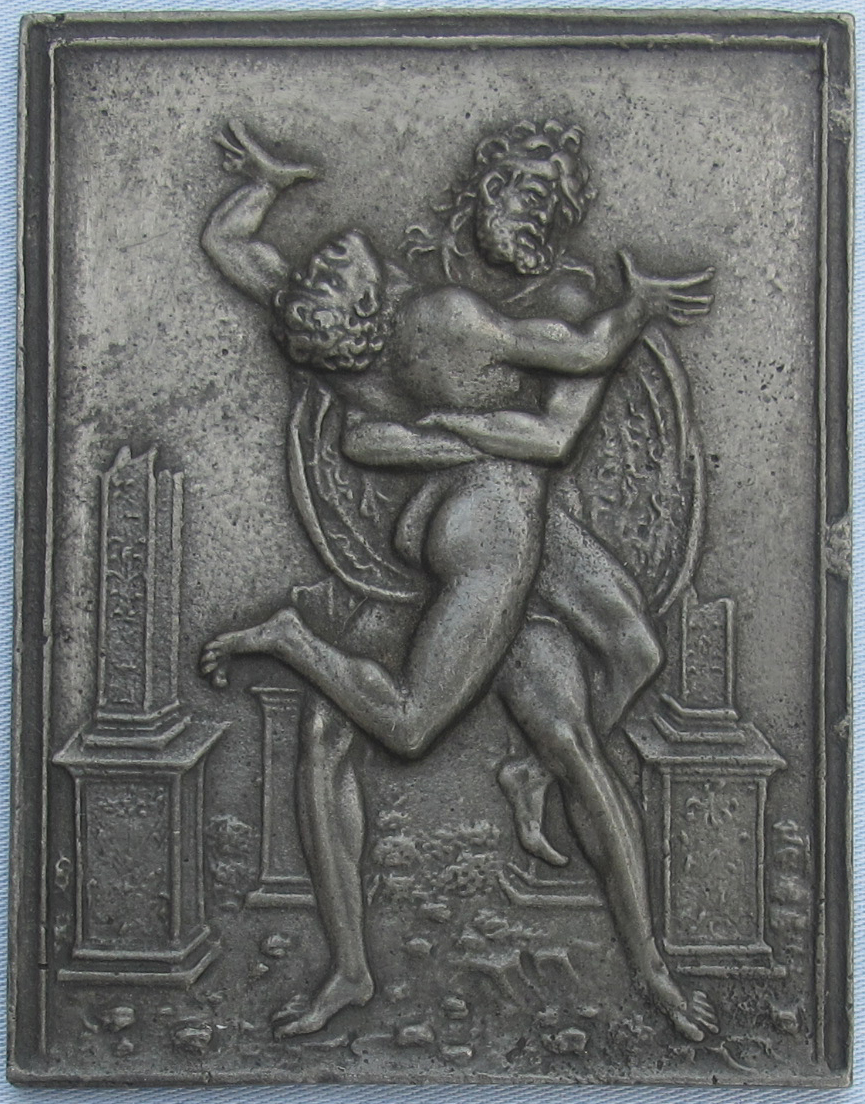
Hercule et Antée, version du Germanisches Nationalmuseum

Il a formé Matteo dal Nasaro de Vérone, peintre, dessinateur, orfèvre, graveur sur gemmes et médailleur italien qui est venu à la cour de François Ier.